# Ophidion asiro
Ophidion asiro — вид риб родини Ошибневих (Ophidiidae). Поширений у північно-західній Пацифіці. Морська демерсальна риба помірних широт, що сягає 20 см довжиною.